# حرب النجوم الجزء الخامس: الإمبراطورية تعيد الضربات
حرب النجوم الجزء الخامس: الامبراطورية تعيد الضربات (بالإنجليزية: Star Wars Episode V: The Empire Strikes Back)‏ هو فيلم صدر عام 1980 للمخرج ايرفين كريشنر. السيناريو مبني على أساس قصة لجورج لوكاس. كتب الفيلم لورانس كاسدان ووليه براكيت. وهو الفيلم الثاني الذي يصدر في حرب النجوم والخامس من حيث التسلسل الزمني الداخلي.

## روابط خارجية
- حرب النجوم الجزء الخامس: الإمبراطورية تعيد الضربات على موقع IMDb (الإنجليزية)
- حرب النجوم الجزء الخامس: الإمبراطورية تعيد الضربات على موقع ميتاكريتيك (الإنجليزية)
- حرب النجوم الجزء الخامس: الإمبراطورية تعيد الضربات على موقع الموسوعة البريطانية (الإنجليزية)
- حرب النجوم الجزء الخامس: الإمبراطورية تعيد الضربات على موقع روتن توميتوز (الإنجليزية)
- حرب النجوم الجزء الخامس: الإمبراطورية تعيد الضربات على موقع نتفليكس (الإنجليزية)
- حرب النجوم الجزء الخامس: الإمبراطورية تعيد الضربات على موقع قاعدة بيانات الأفلام العربية
- حرب النجوم الجزء الخامس: الإمبراطورية تعيد الضربات على موقع ألو سيني (الفرنسية)
- حرب النجوم الجزء الخامس: الإمبراطورية تعيد الضربات على موقع Turner Classic Movies (الإنجليزية)
- حرب النجوم الجزء الخامس: الإمبراطورية تعيد الضربات على موقع أول موفي (الإنجليزية)
- حرب النجوم الجزء الخامس: الإمبراطورية تعيد الضربات على موقع بوكس أوفيس موجو (الإنجليزية)